# Electric Kingdom

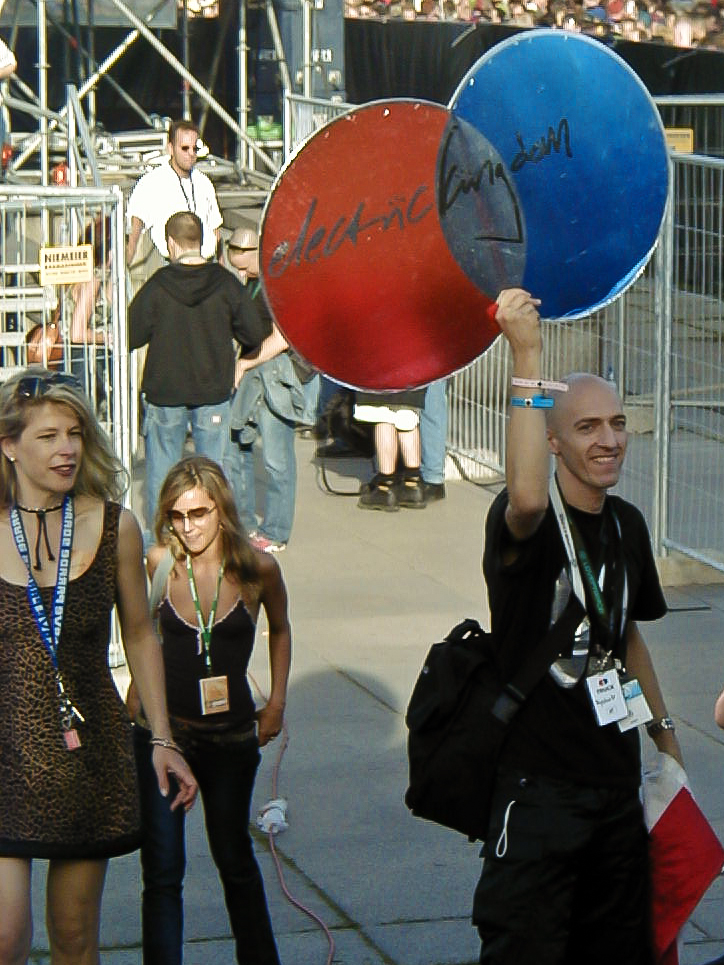
Electric Kingdom auf der Loveparade 2001

Electric Kingdom war ein Ende der 1990er Jahre gegründetes Plattenlabel. Es war ein Sublabel von Low Spirit, das in Berlin ansässig war und zum Teil dem DJ WestBam gehört.
Hierbei handelt es sich um Electro, eine Musikrichtung, die aus dem Electro Funk hervorgegangen ist und mit Hip-Hop sowie Miami Bass verwandt ist. Der typische Electro-Rhythmus bildet die Grundlage. Der New Yorker DJ Afrika Bambaataa spielt als Inspirationsquelle eine große Rolle. Häufig kommen zu den Synthesizerklängen Einflüsse aus anderen Musikrichtungen wie Rock hinzu. Auf der LP New World Order von Mr. X & Mr. Y aus dem Jahre 1999 reichen die Einflüsse bis hin zur Klassik. Dieser Mischung wird der Name Technolectro gegeben.
Es gab immer wieder Auftritte der Künstler unter dem Namen Electric Kingdom. Sie gehörten zu den Stammgästen auf einigen Events wie Love Parade und Mayday. Zwischen 1998 und 2004 fanden Tourneen statt, die das Motto der dazu herausgebrachten Kompilationen trugen. 2004 gab es auf den Festivals Sputnik Turntable Days und Berlinova Extraauftritte. Mit dem Ende des Mutterlabels Low Spirit 2006 wurde auch Electric Kingdom eingestellt.

## Künstler
- WestBam
- Hardy Hard (Chemical Reaction Food)
- Mr. X & Mr. Y
- Afrika Islam
- I.F.O. (Identified Flying Objects)
- Lexy & K-Paul
- DJ I.C.O.N.
- Pierre Deutschmann
- Sirius B
- Haito
- L.U.P.O.